# Burg-Reuland
Burg-Reuland (in lussemburghese Buerg-Reiland ) è un comune della comunità germanofona del Belgio e costituisce uno dei 9 comuni di lingua tedesca facenti parte della Vallonia nella provincia di Liegi alla frontiera con la Germania e con il Lussemburgo.
Burg-Reuland fa parte inoltre dei cantoni dell'Est che sono stati uniti al Belgio dal trattato di Versailles. Come spesso succede nella realtà amministrativa belga, il comune si compone di più località: è a Reuland che si trova un castello medievale dal quale il paese prende il suo nome attuale.
Gli altri villaggi che compongono il comune sono: Maldingen (Maldange), Oueren, Maspelt, Oberhausen.